# Diplomys labilis
Diplomys labilis é uma espécie de Echimyídeo, com distribuição restrita à América do Sul.

## Descrição
Com 540 mm de comprimento, possui uma pelagem moderadamente longa e dura, mas totalmente sem espinhos. Vibrissas muito longas e pretas, como também uma mancha de vibrissas atrás dos olhos e outros na frente e na borda da orelha. Topo da cabeça, nariz e bochechas preto, os pêlos um pouco anelado com amarelo; queixo maçante branco-acizentado; superfícies das mãos e pés castanho-amarelados; unhas brancas.

## Biologia
São roedores arborícolas, onde faz os ninhos em cavidades das árvores, são noturnos e se alimentam de frutos, sementes e nozes.

## Distribuição
A espécie pode ser encontrada no Panamá, oeste da Colômbia, no norte do Equador e em 2015 houve o primeiro registro da espécie na Costa Rica.